# Autotransformátor

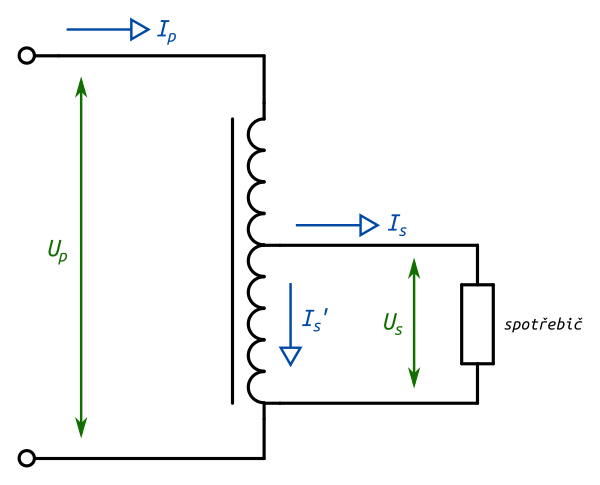
Schéma autotransformátoru. Vlevo primární napětí (síť), vpravo napětí odbočky („sekundární napětí“).

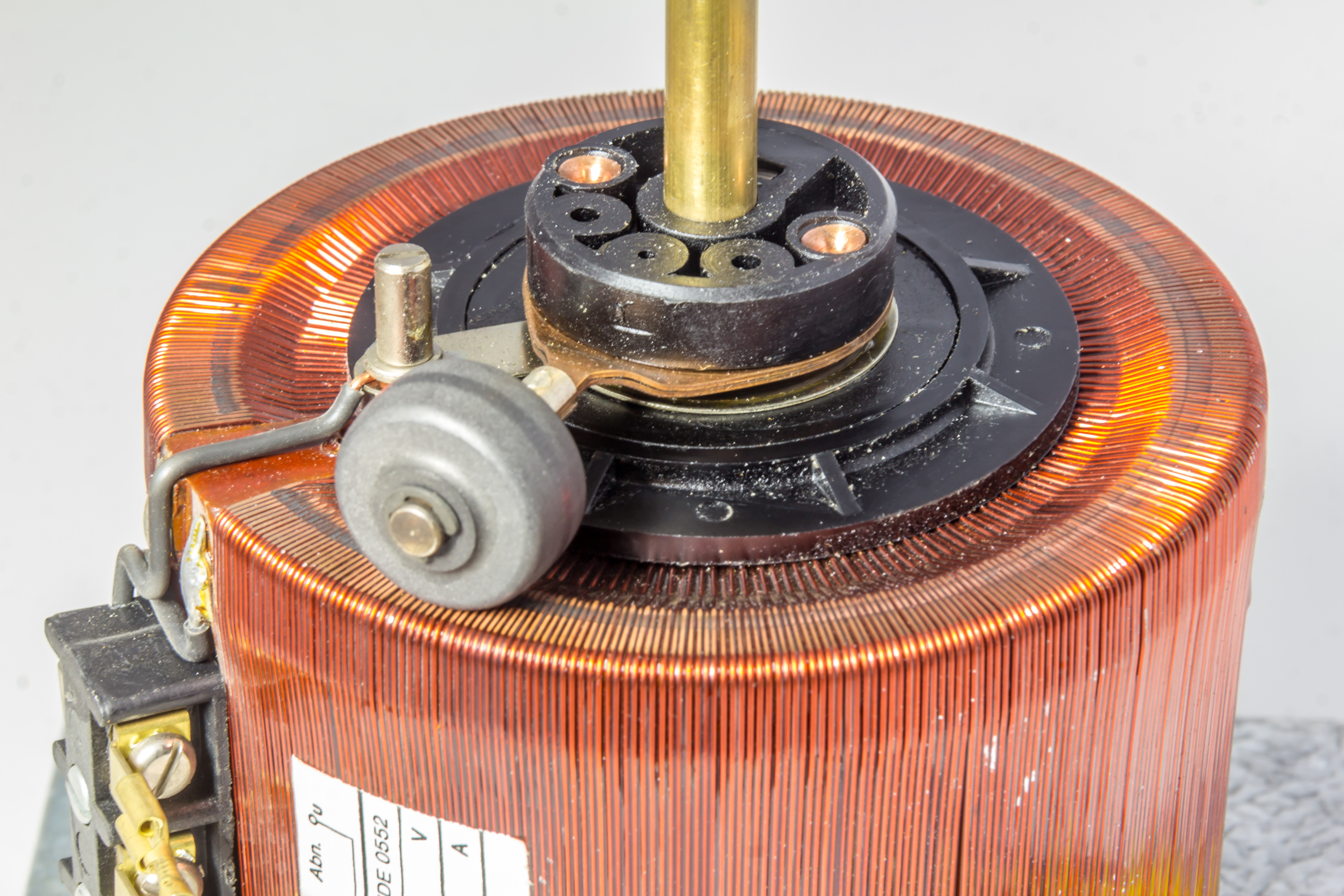
Autotransformátor se sekundárním napětím 0-220 V, max. 4 A

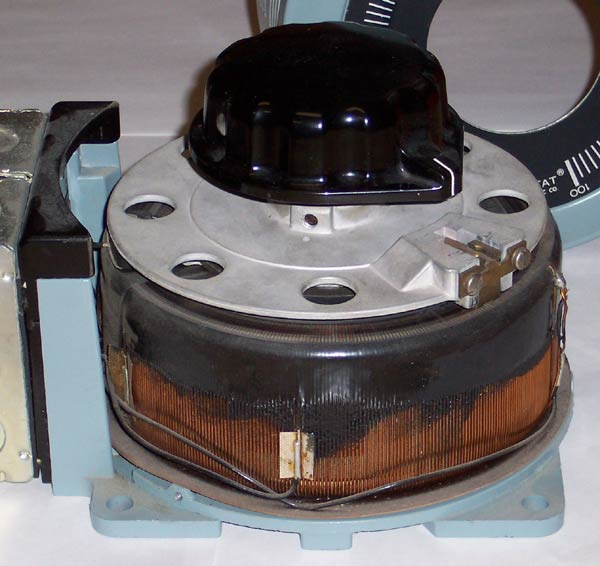
Regulační autotransformátor

Autotransformátor je v elektrotechnice typ transformátoru, u kterého je pro primární i sekundární vinutí používána společná cívka – vinutí. Proto sekundární vinutí v podstatě odpadá a zůstává zde pouze jediné vinutí s odbočkami. Autotransformátory často najdeme v elektrických laboratořích, kde odpadá nevýhoda absence galvanického oddělení primárního a sekundárního obvodu a kde se používají jako regulovatelné zdroje střídavého napětí. Používá se také v dopravě při pohonu trakčních kolejových vozidel (elektrických lokomotiv), kde je hlavní výhodou menší hmotnost tohoto typu transformátoru.

## Základní údaje
Název autotransformátor je v češtině i v angličtině odvozen od autoindukce (vlastní indukce v jediné cívce). Z mechanického hlediska jde o cívku na železném jádře s odbočkami pro primární a pro sekundární napětí. Společnou částí vinutí prochází jen rozdíl primárního a sekundárního proudu ( I1 - I2). Výhodou autotransformátoru proti transformátoru je, že při stejném výkonu má menší hmotnost železného jádra a menší hmotnost vinutí (mědi). Průřez jádra se volí jen podle výkonu průchozího (rozdílového), nikoli podle výkonu odebíraného. Nevýhodou autotransformátoru je, že nezajišťuje galvanické oddělení primárního a sekundárního obvodu (obě vinutí jsou spojena), což však u výslovně síťových spotřebičů většinou nevadí.
Regulační autotransformátor (též variak) umožňuje plynulé nastavení sekundárního napětí (někdy nastavován elektrickým pohonem). Obvykle se k tomu používá prstencové železné jádro (toroid), takže odbočka sekundárního vinutí může být realizována pomocí pohyblivého otočného jezdce (sběrače), obvykle vyrobeného z grafitu. Poloha jezdce určuje velikost sekundárního napětí (obdoba jezdce u drátových potenciometrů).
V principu se autotransformátor chová jako indukční dělič napětí. Společná část vinutí je zatížená (zapojená paralelně k zátěži) a rozdílová část vinutí je zapojená sériově.

## Výpočty pro autotransformátor
Průchozí výkon:
{\displaystyle P_{p}=U_{s}I_{s}\approx U_{p}I_{p}}
kde Pp je průchozí výkon, Us je sekundární napětí, Is je proud odbočky („sekundární“ proud), Up je primární napětí a Ip je primární proud.
Primární proud:
{\displaystyle I_{p}={\frac {P_{p}}{U_{p}}}}
Sekundární proud:
{\displaystyle I_{s}={\frac {P_{s}}{U_{s}}}}
Proud procházející společným vinutím:
{\displaystyle I_{s}'=I_{s}-I_{p}}
Proud rozdílové části vinutí
1. při sestupném transformačním poměru:

{\displaystyle I_{r}\approx I_{p}}
1. při vzestupném poměru:

{\displaystyle I_{r}\approx I_{s}}
Napětí rozdílového vinutí:
{\displaystyle U_{r}=U_{p}-U_{s}}
Transformátorem přenášený výkon (též vnitřní nebo typový výkon):
{\displaystyle P_{v}=P_{p}\left(1-{\frac {U_{s}}{U_{p}}}\right)}
kde Pp je příkon.
Pro autotransformátor můžeme volit větší proudovou hustotu ve vinutí, např. J = 3 až 3,2 A/mm.
Průměr vodiče společné části:
{\displaystyle d_{s}={\sqrt {\frac {I_{s}}{0{,}785\cdot J}}}}
Průměr vodiče primární (rozdílové) části:
{\displaystyle d_{p}={\sqrt {\frac {I_{r}}{0{,}785\cdot J}}}}

## Využití
Autotransformátory často najdeme jako regulovatelné zdroje střídavého napětí v elektrických laboratořích. Používá se také v trakčních kolejových vozidlech (elektrické lokomotivy), kde je hlavní výhodou menší hmotnost autotransformátoru.